# Arville (België)
Arville (Waals: Årveye) is een dorp in de Belgische provincie Luxemburg en een deelgemeente van de Belgische stad Saint-Hubert. Tot 1 januari 1977 was het een zelfstandige gemeente.
Ten zuidoosten van de dorpskern ligt het dorpje Lorcy dat sinds 1823 deel uitmaakt van Arville.

## Demografische ontwikkeling
- Opm:1831 t/m 1970=volkstellingen; 1976=inwoneraantal op 31 december

Deelgemeenten: Arville · Awenne · Hatrival · Mirwart · Saint-Hubert · Vesqueville

Overige plaatsen: Lorcy · Poix-Saint-Hubert

Belgische gemeenten · Arrondissement Neufchâteau · Luxemburg · Wallonië